# ФК Слима Уондърърс
ФК Слима Уондърърс (първата дума на малтийски, втората на английски: Sliema Wanderers Football Club) е футболен отбор от Малта от град Слима, който се състезава в Малтийската Висша лига. Тимът е създаден през 1909 г. и през годините се е превърнал в един от водещите клубове на острова.
„Слима“ е шампион на Малта 26 пъти, което е рекорд за страната и притежава върховото постижение за най-много трофеи, спечелени на домашната сцена.

## Успехи
- Малтийска Премиер лига:
  -  Шампион (26): Рекорд 1919 – 1920, 1922 – 1923, 1923 – 1924, 1925 – 1926, 1929 – 1930, 1932 – 1933, 1933 – 1934, 1935 – 1936, 1937 – 1938, 1938 – 1939, 1939 – 1940, 1948 – 1949, 1953 – 1954, 1955 – 1956, 1956 – 1957, 1963 – 1964, 1964 – 1965, 1965 – 1966, 1970 – 1971, 1971 – 1972, 1975 – 1976, 1988 – 1989, 1995 – 1996, 2002 – 2003, 2003 – 2004, 2004 – 2005
  -  Вицешампион (31): 1909 – 1910, 1916 – 1917, 1921 – 1922, 1924 – 1925, 1926 – 1927, 1928 – 1929, 1930 – 1931, 1931 – 1932, 1934 – 1935, 1945 – 1946, 1954 – 1955, 1957 – 1958, 1958 – 1959, 1966 – 1967, 1967 – 1968, 1969 – 1970, 1972 – 1973, 1974 – 1975, 1976 – 1977, 1979 – 1980, 1980 – 1981, 1981 – 1982, 1987 – 1988, 1989 – 1990, 1994 – 1995, 1999 – 2000, 2000 – 2001, 2001 – 2002, 2005 – 2006, 2006 – 2007, 2024 - 2025
  -  Бронзов медал (17): 1912 – 1913, 1914 – 1915, 1917 – 1918, 1936 – 1937, 1947 – 1948, 1949 – 1950, 1951 – 1952, 1960 – 1961, 1961 – 1962, 1962 – 1963, 1977 – 1978, 1978 – 1979, 1984 – 1985, 1991 – 1992, 1997 – 1998, 1998 – 1999, 2023 - 2024
- Купа на Малта:
  -  Носител (22): 1934 – 1935, 1935 – 1936, 1936 – 1937, 1939 – 1940, 1945 – 1946, 1947 – 1948, 1950 – 1951, 1951 – 1952, 1955 – 1956, 1958 – 1959, 1962 – 1963, 1964 – 1965, 1967 – 1968, 1968 – 1969, 1973 – 1974, 1978 – 1979, 1989 – 1990, 1999 – 2000, 2003 – 2004, 2008 – 2009, 2015 – 2016, 2023 - 2024
  -  Финалист (19): 1937 – 1938, 1938 – 1939, 1944 – 1945, 1948 – 1949, 1952 – 1953, 1954 – 1955, 1957 – 1958, 1963 – 1964, 1970 – 1971, 1971 – 1972, 1979 – 1980, 1981 – 1982, 1986 – 1987, 1990 – 1991, 1995 – 1996, 2001 – 2002, 2002 – 2003, 2006 – 2007, 2013 – 2014
- Първа дивизия: (2 ниво)
  -  Шампион (1): 1983 – 84
- Суперкупа на Малта:
  -  Носител (3): 1996, 2000, 2009
  -  Финалист (9): 1988, 1989, 1990, 2001, 2003, 2004, 2005, 2016, 2024
- Лоуенбрау Къп:
  -  Носител (3): 1999, 2001, 2002
- Супер 5 Къп:
  -  Носител (3): 1990 – 91, 2001 – 02, 2003 – 04
- Касар Къп:
  -  Носител (11): 1923 – 24, 1924 – 25, 1933 – 34, 1934 – 35, 1937 – 38, 1938 – 39, 1945 – 46, 1955 – 56, 1956 – 57, 1959 – 60, 1966 – 67
- Чиклуна Къп:
  -  Носител (10): 1949 – 50, 1950 – 51, 1953 – 54, 1954 – 55, 1955 – 56, 1956 – 57, 1957 – 58, 1958 – 59, 1959 – 60, 1965 – 66
- Къзинс Шийлд:
  -  Носител (4): 1917 – 18, 1919 – 20, 1923 – 24, 1925 – 26
- Кристмас Къп:
  -  Носител (3): 1966 – 67, 1967 – 68, 1970 – 71
- Индипендънс Къп:
  -  Носител (5): 1964 – 65, 1969 – 70, 1971 – 72, 1973 – 74, 1981 – 82
- Тестаферата Къп:
  -  Носител (2): 1964 – 65, 1974 – 75
- МФА Къп:
  -  Носител (2): 1931 – 32
- Купа Синовете на Малта:
  -  Носител (2): 1972 – 73, 1979 – 80
- Еврокъп:
  -  Носител (5): 1982, 1987, 1990, 2004, 2005
- Кристмас Търни Къп:
  -  Носител (2): 1936 – 37, 1948 – 49
- Шембри Шийлд:
  -  Носител (2): 1955 – 56, 1957 – 58
- Емпайър Спортс Граунд Къп:
  -  Носител (1): 1923 – 24
- Купа на Лигата на МФА:
  -  Носител (2): 1965 – 66, 1978 – 79
- МПФА Шийлд:
  -  Носител (1): 1954 – 55

## Български футболисти
- Румен Гълъбов: 2011/12 (21 мача - 1 гол)
- Даниел Митев: 2011/12  (25 мача - 10 гола)